# Königssee
Königssee (în romană: Lacul regelui) este un lac alpin din districtul rural Berchtesgadener Land, din Bavaria superioară (Germania), fiind înconjurat de piscurile înalte ale munților Watzmann și ale platoului înalt Steinernes Meer (Marea de Piatră). Numele lacului provine de la numele de persoană celtic Kuno.
Fotografia din dreapta reprezintă mănăstirea St. Bartholomä de la marginea lacului, mănăstire situată pe o mică peninsulă inaccesibilă pentru autoturisme.

## Câteva detalii
Lacul ține de comuna Schönau am Königssee, cea mai mare parte a sa fiind situată în Parcul Național Berchtesgaden. Este alimentat de pâraiele de pe versanții abrupți ce înconjoară lacul și de lacul mai mic Obersee, situat la sud-est.
Așezarea pitorească a lacului înconjurată de munți înalți impresionează turiștii. Din cauza malurilor stâncoase abrupte există foarte puține poteci la marginea apei. Forma sa alungită și munții înconjurători creează impresia unui fiord, Lacul König fiind unul dintre cele mai frumoase lacuri din Germania. 
Pe lac există un serviciu permanent de vaporașe pentru turiști și alpiniști.